# 幸田重教
幸田 重教（こうだ しげのり、1928年3月3日 - 2017年10月26日 ）は、日本の経営者。三井石油化学工業(現在の三井化学)社長、三井化学会長を務めた。

## 来歴・人物
東京都出身。1950年に東京帝国大学工学部を卒業し、同年に日産化学工業に入社。1962年に三井石油化学工業に転じ、1979年6月に取締役に就任し、1983年6月に常務、1987年6月に専務を経て、1991年6月に副社長に就任し、1993年6月には社長に昇格。1997年10月に合併で発足した三井化学会長に就任した。
1992年4月に藍綬褒章を受章。
2017年10月26日急性大動脈解離のために死去。97歳没。